# Baranowo (rejon kiczmiengsko-gorodiecki)
Baranowo (ros. Бараново) – wieś w Rosji, w rejonie kiczmiengsko-gorodieckim obwodu wołogodzkiego. W 2010 r. liczyła 42 mieszkańców.